# Лавина (гранатомёт)
Лавина — болгарский ручной стрелковый гранатомёт револьверного типа.

## Описание
Оружие разработано и производится на оружейном заводе "Arsenal Ltd." в городе Казанлык.
Поворачивающийся блок стволов заряжается вручную.
Ударно-спусковой механизм самовзводный, двойного действия. 
Прицельные приспособления складные, открытые, с установками по дальности от 100 до 400 метров с шагом 50 метров.
Приклад раздвижной телескопический, имеет встроенный пружинный буфер отдачи и резиновый амортизирующий затыльник.
По данным производителя, ресурс гранатомёта составляет до 1000 выстрелов.

## Варианты и модификации
- "Лавина" (предлагается на экспорт под коммерческим наименованием MSGL "Avalanche") - вариант под 40-мм безгильзовые гранаты типа ВОГ-25[1]
- 40x46 mm MSGL - вариант гранатомёта под выстрелы 40 × 46 мм стандарта НАТО с установленной прицельной планкой Пикатинни[2]